# Oberflächenantrieb

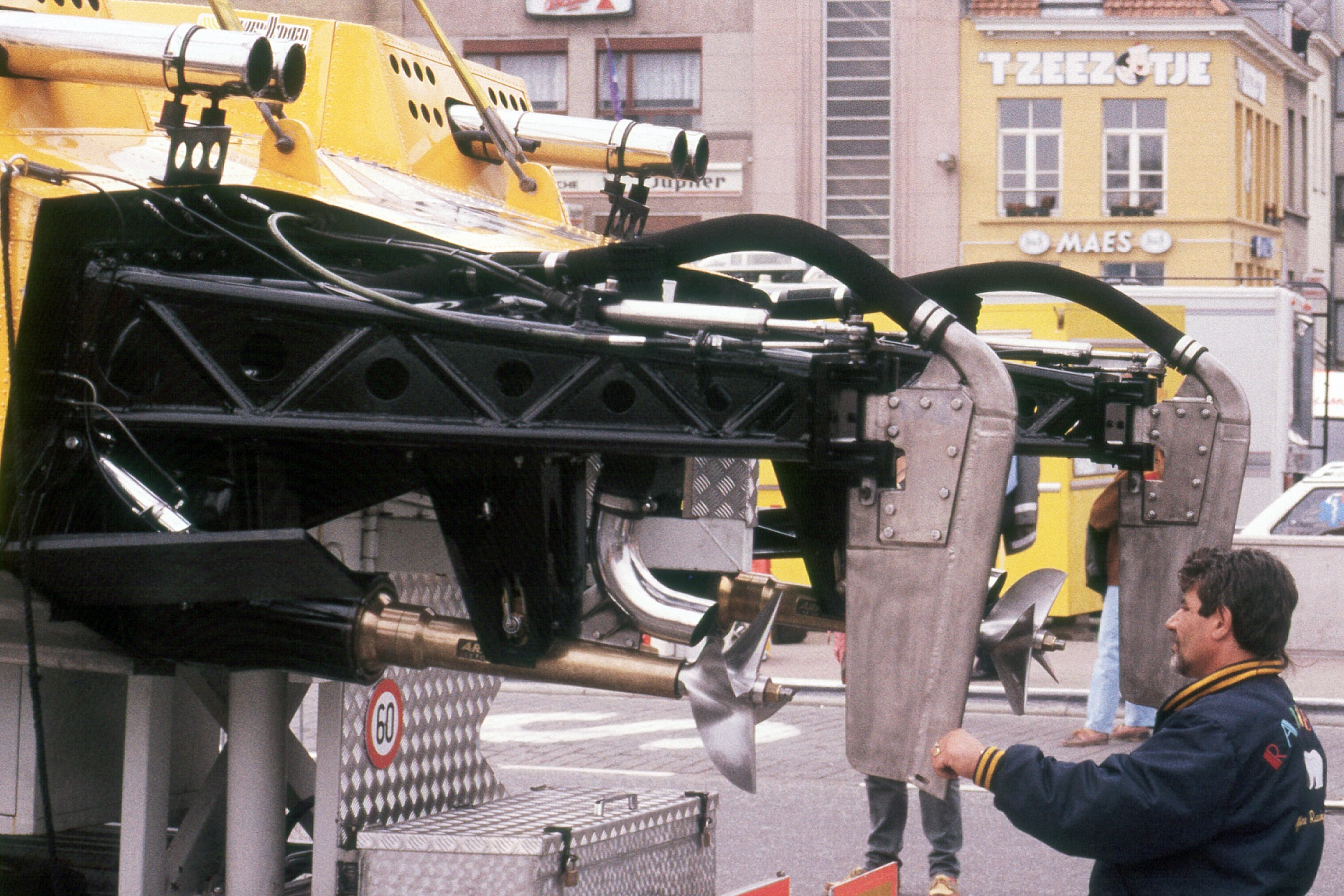
Oberflächenantriebe bei einem Offshorerennboot

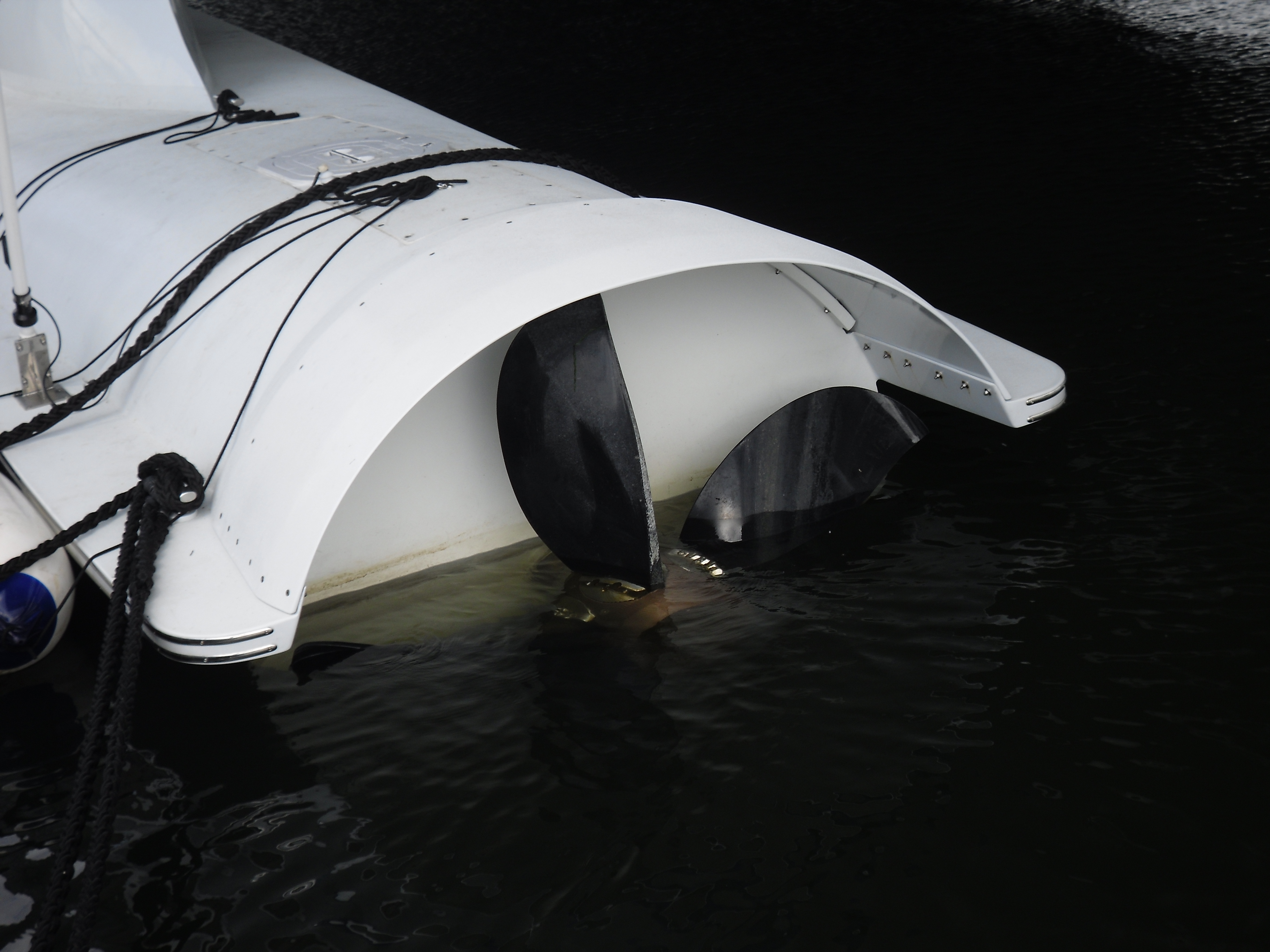
Propeller der Tûranor PlanetSolar vor der Umrüstung

Ein Oberflächenantrieb ist ein Boots- oder Schiffsantrieb, bei dem der Propeller nur zur Hälfte unter Wasser liegt.
Da der Propellerdurchmesser größer gewählt werden kann, steigt der Wirkungsgrad (siehe Propellerkennwerte), weswegen mit Oberflächenantrieben in der Regel schneller und energiesparender als mit konventionellen Antrieben gefahren werden kann. Zudem wird der Wasserwiderstand deutlich reduziert, da außer den jeweils unteren Propellerblättern keine Teile des Antriebes im Wasser liegen, was bei konventionellen Antrieben etwa 30 % des gesamten Wasserwiderstands ausmacht.
Eingesetzt werden Oberflächenantriebe oftmals bei leistungsstarken, schnellen Speed-, Power- oder Rennbooten, wobei aber auch manche größeren Yachten, Schiffe und auch der Solar-Katamaran Tûranor PlanetSolar mit Oberflächenantrieben fahren. Bei der PlanetSolar hat sich der Antrieb für Fahrten bei hochseeüblichem Wellengang nicht bewährt. Bei Wartungsarbeiten Anfang 2013 wurde der Antrieb auf einen konventionellen, getauchten Antrieb mit feststehenden 5-Blatt-Propellern und jeweils eigenem Ruder umgerüstet. Nach der Umrüstung konnte die Planetsolar ihren eigenen Rekord von 26 Tagen für die Atlantiküberquerung während ihrer Weltumrundung um 4 Tage unterbieten.
Wichtige Hersteller sind ZF Friedrichshafen AG, Levi Drives Sdn Bhd aus Malaysia oder Arneson Industries, die maßgeblich an der Entwicklung beteiligt waren und einen einfachen, aber innovativ aufgebauten Antrieb anbieten.
Der Arneson-Antrieb hat eine gelenkige Propellerwelle, die entweder vertikal verstellbar ist, um das Boot zu trimmen, oder zusätzlich auch horizontal verstellbar ist, um das Boot wie mit einem Z-Antrieb zu lenken. Im letztgenannten Fall sind die im oberen Bild rechts deutlich erkennbaren Ruderblätter überflüssig. Arneson-Antriebe werden im Offshore-Rennsport häufig eingesetzt.